# Horacio Casarín
Pour les articles homonymes, voir Casarin.
Horacio Casarín Garcilazo (né le 25 mai 1918 et mort le 10 avril 2005) est un footballeur et entraîneur mexicain.

## Biographie
Il a joué toute sa carrière au Mexique, hormis en 1948 où il a joué quelques matchs avec le prestigieux FC Barcelone. Il est ainsi devenu le premier mexicain a joué pour le club catalan, bien avant Rafael Márquez.